# Born Again
Born Again je jedenácté studiové album britské metalové skupiny Black Sabbath, produkované Robinem Blackem, které vyšlo 7. srpna 1983 přes vydavatelství Vertigo/Warner.
Je to jediné album na kterém zpívá Ian Gillan, bývalý zpěvák Deep Purple. Jde o poslední album s Billem Wardem a Geezerem Butlerem. Album je jedno z nejlíp hodnocených v historii skupiny. Kritikou bylo v době vydání shozeno, ale dosáhlo 4. místa v UK Chart, což je oficiální britský žebříček a v USA se dostalo do Top 40. Šlo o nejlepší umístění od alba Sabbath Bloody Sabbath.
V roce 1982 po odchodu Ronnieho Jamese Dia a Vinnyho Appiceho byla budoucnost kapely nejistá. Manažer skupiny Don Arden navrhal právě Iana Gillana, ale Iommi s Butlerem uvažovali nad zpěváky Roberta Planta a Davida Coverdalea. Skupina Whitesnake byla v té době na pokraji rozpadu a Iommi toužil po založení nové kapely s Coverdalem a Cozym Powellem, ale na poslední chvíli rozhodli pokračovat v obnově Whitesnake. Powell se nakonec připojil k Black Sabbath v roce 1988.
Iommi prozradil koncem roku 1983, že Gillan byl nejlepším kandidátem, a řekl: "Jeho výkřik je legendární." Gillan se nejprve zdráhal, ale jeho manažer ho přesvědčil, aby se setkal s Iommim a Butlerem v hospodě v Oxfordu. Po noci plného pití se Gillan oficiálně zavázal k projektu v únoru 1983. Následující ráno si Gillan nepamatoval, že by se ke kapele připojil, a tvrdil, že se mu ani nelíbí hudba Black Sabbath, ale dohoda byla již domluvena.
Album nemělo být součástí diskografie Black Sabbath a skupina jí naplánovala po spojení s Gillanem pod jiným názvem superskupiny. V určitém okamžiku poté, co bylo nahrávání dokončeno, Arden trval na tom, aby používali rozpoznatelné jméno Sabbath, a členové byli přehlasováni. Arden si zajistil značný záloh od nahrávací společnosti s podmínkou, že se na tom bude podílet Gillan a album vydají pouze pod jménem Black Sabbath. Butler poznamenal: "Mysleli jsme, že děláme jakési album Gillan-Iommi-Butler-Ward... To je způsob, jakým jsme k albu přistupovali. Když jsme album dokončili, odnesli jsme ho do nahrávací společnosti a oni řekli: 'No, tady je smlouva: vyjde jako album Black Sabbath."
Skládání skladeb na albu s Gillanem bylo úplně jiné. Ianovy texty byly o sexuálních věcech nebo pravdivých faktech, dokonce i o věcech, které se staly ve studiu. Iommi dodal: Byli dobré, ale docela se odchylovali od textů Geezera a Ronnieho. Butler uvedl, že Gillanovy texty ve skladbách jako „Digital Bitch“ a „Keep It Warm“ byly dobré, ale mnohem lépe se hodí k hudebnímu stylu Deep Purple než Black Sabbath.
Gillan dodal: "Byl jsem nejhorší zpěvák, jaký kdy Black Sabbath měli. Bylo to naprosto, naprosto neslučitelné s jakoukoli hudbou, kterou kdy dělali. Nenosil jsem kůži, nebyl jsem toho image... Myslím, že fanoušci byli pravděpodobně v naprostém zmatku. Přes všechny své obavy Gillan vzpomíná na toto období rád a uvádí: "Ale proboha, měli jsme dobrý rok... A ty písně, myslím, byly docela dobré."
Bill Ward byl přesvědčen, aby se vrátil do kapely. Ward tvrdil, že je nově střízlivý poté, co opustil skupinu v roce 1980, aby se vypořádal se svým alkoholismem a ujistil Iommiho a Butlera, že je připraven znovu nahrávat a koncertovat. Wardovi se nakonec během nahrávaní vrátila jeho závislost a po dokončení svých bicích partů znovu odešel ze skupiny kvůli alkoholismu. Ward řekl, že si užil tvorbu alba a je na tomto albu pyšný na svojí hru bicích, které zůstává jeho posledním studiovým albem s kapelou.
Ozzy Osbourne v roce 1984 řekl: "Born Again je nejlepší věc, kterou jsem slyšel od Sabbath, po tom co jsem odešel z původní sestavy kapely." Přes negativní recenze od hudebního tisku je oblíbené mezi dalšími hudebníky. Lars Ulrich bubeník skupiny Metallica označil Born Again za „jedno z nejlepších alb Black Sabbath“. Zpěvák Iron Maiden Bruce Dickinson album obhajoval také, když řekl: „Born Again – skvělé album. Všichni říkají: 'Oh, zapomeňte na to jedno.' Ne, je to skvělé album." Hlavní riff písně "Paradise City" od Guns N' Roses byl inspirován podle písně "Zero the Hero".

## Seznam skladeb
Autory skladeb jsou Ian Gillan, Tony Iommi, Geezer Butler a Bill Ward, pokud není uvedeno jinak
| Pořadí | Název                 | Autor                 | Délka |
| ------ | --------------------- | --------------------- | ----- |
| 1.     | Trashed               |                       | 4:16  |
| 2.     | Stonehenge            |                       | 1:58  |
| 3.     | Disturbing the Priest |                       | 5:49  |
| 4.     | The Dark              |                       | 0:45  |
| 5.     | Zero the Hero         |                       | 7:35  |
| 6.     | Digital Bitch         |                       | 3:39  |
| 7.     | Born Again            |                       | 6:34  |
| 8.     | Hot Line              | Iommi, Butler, Gillan | 4:52  |
| 9.     | Keep It Warm          | Iommi, Butler, Gillan | 5:36  |

## Sestava
- Ian Gillan – zpěv
- Tony Iommi – kytara
- Geezer Butler – baskytara
- Bill Ward – bicí
- Geoff Nicholls – klávesy